# The Pretty Reckless (EP)
The Pretty Reckless é o primeiro EP da banda de rock americana The Pretty Reckless, lançado em 22 de junho de 2010, pela Interscope Records. O primeiro single do álbum "Make Me Wanna Die", foi lançado em 13 de maio de 2010.
A versão fisica do EP só foi vendida na Hot Topic e nas lojas da Vans Warped Tour.

## Singles
Em 30 de dezembro de 2009 a revista Seventeen lançou uma previa exclusiva do primeiro single Make Me Wanna Die. O single foi lançado oficialmente no Reino Unido em 13 de maio de 2010, recendo varias criticas positivas e chegando ate ao primeiro lugar no UK Rock Chart. Em 13 de maio de 2010 foi lançado o vídeo clipe e a versão física do single. A musica participou da trilha sonora do filme Kick-Ass.

## Recepção crítica
| Críticas profissionais | Críticas profissionais |
| Avaliações da crítica  | Avaliações da crítica  |
| Fonte                  | Avaliação              |
| ---------------------- | ---------------------- |
| Rolling Stone          | [ 1 ]                  |

Os fãs da banda receberam a musica com bastante entusiasmo, mas Christian Hoard da Rolling Stone, classificou a música como "genérica".

## Faixas
- Todas as musicas foram escritas por Taylor Momsen, Kato Khandwala e Ben Phillips.
- Todas as musicas foram produzidas, mixadas e projetadas por Kato Khandwala.

| N.º            | Título              | Duração |  |
| 1.             | "Make Me Wanna Die" | 3:52    |  |
| 2.             | "My Medicine"       | 3:14    |  |
| 3.             | "Goin' Down"        | 3:35    |  |
| 4.             | "Zombie"            | 3:13    |  |
| Duração total: | Duração total:      | 13:11   |  |